# Enrique Hormazábal
Daniel Enrique Hormazábal Silva (Santiago, 6 de enero de 1931-Santiago, 18 de abril de 1999) fue un futbolista chileno. Histórico volante del club Colo-Colo y de la selección chilena, está considerado dentro de los grandes jugadores del fútbol chileno.
Fue un mediocampista derecho muy completo: habilitaba con ventaja a los delanteros, era encarador, muy luchador y convertía goles con frecuencia. Además de sus afamados "pases de 40 metros", "Cuá Cuá" es recordado por su inteligencia, talento, técnica, picardía de barrio y temperamento dentro de la cancha.

## Trayectoria
A finales de la década de 1950 y principios de la de 1960, fue maestro y mentor de jugadores de la talla de Jorge Toro y Francisco Valdés. Sus inicios fueron en el Club Vizcaya del barrio Yungay-Mapocho, en 1944, del cual pasó al Santiago Morning en 1947. Su debut fue en el Torneo de Preparación, torneo de Apertura de ese año.
En más de una selección sudamericana figuró su nombre, porque ha sido uno de los jugadores chilenos de mayor proyección, más completos, más versátiles. Pocos como él han visto mejor la cancha, el compañero, el adversario, la pelota. En sus primeros años en Santiago Morning y en sus 10 temporadas en Colo Colo, Enrique Hormazábal fue un compendio de fútbol. Fue un talentoso orientador de su equipo, fue un aporte inapreciable al espectáculo. Puntero derecho o insider retrasado, fue el eje en torno al cual se desarrolló el juego. Creador y realizador al mismo tiempo, registrando 85 goles en 178 partidos de los torneos de Primera División, 7 goles en Copa Chile y 2 goles en Copa Libertadores, lo que hace que "Cua-Cua" Hormazábal puede disputar con plenos derechos el calificativo de ser el más importantes jugador que haya pasado por Colo Colo.
Tras su retiro profesional, fue galardonado numerosas veces (Revista Minuto 90, Revista Don Balón, etc.) como uno de los seis mejores futbolistas chilenos de la historia, junto con Elías Figueroa, Leonel Sánchez, Sergio Livingstone, Luis Eyzaguirre y Carlos Caszely.
Hasta hoy es mencionado por la prensa especializada, dentro del "equipo de todos los tiempos de Chile". Generalmente añadiendo a futbolistas como Marcelo Salas, Roberto Rojas, Iván Zamorano, Carlos Reinoso y los anteriormente mencionados.
Hormazábal falleció el 18 de abril de 1999 a la edad de 68 años.

## Selección chilena
Fue figura en las Copa América Chile 1955 y Uruguay 1956 por sobre grandes genios mundiales como Ángel Labruna, Oscar Miguez, Alberto Terry o Djalma Santos. En ambas oportunidades clasificó subcampeón con Chile. En Uruguay fue el artífice del primer triunfo de la Roja sobre Brasil, una goleada por 4:1. 
Hormazábal defendió a Chile en las eliminatorias para los Mundiales de Suiza 1954 y Suecia 1958. Sin embargo, debido a diferencias de carácter con el DT Fernando Riera, fue dejado fuera del equipo que disputó el Mundial de 1962. De acuerdo a archivos históricos, hay una nota periodística que cuenta un diálogo entre ambos: "Mira Enrique, tú sabes que eres número puesto. Pero tienes que someterte a lo que yo diga y a la disciplina que imponga. Vuelve cuando quieras, pero bajo esa condición". "Cua Cua" Hormazábal jamás regresó.
Presencias y goles: 43 partidos, marcando 17 goles (entre 1949 y 1963).
Con la selección chilena anotó en 1955 el gol número 1000 en la historia de la Copa América.

### Participaciones oficiales con la selección
| Torneo                                 | País                | Resultado           | PJ | Goles |
| -------------------------------------- | ------------------- | ------------------- | -- | ----- |
| Campeonato Panamericano de Fútbol 1952 | Chile               | Subcampeón          | 5  | 2     |
| Campeonato Sudamericano 1953           | Perú                | Cuarto lugar        | 6  | 0     |
| Eliminatorias Suiza 1954               | Suiza               | Eliminado           | 4  | 0     |
| Campeonato Sudamericano 1955           | Chile               | Subcampeón          | 5  | 6     |
| Campeonato Sudamericano 1956           | Uruguay             | Subcampeón          | 5  | 4     |
| Campeonato Panamericano de Fútbol 1956 | México              | Sexto lugar         | 4  | 1     |
| Eliminatorias Suecia 1958              | Suecia              | Eliminado           | 2  | 0     |
| Total de su carrera                    | Total de su carrera | Total de su carrera | 31 | 13    |

## Clubes

### Como jugador
| Equipo           | País  | Temporadas | Partidos | Goles | Promedio |
| ---------------- | ----- | ---------- | -------- | ----- | -------- |
| Santiago Morning | Chile | 1948-1955  | ?        | ?     | ?        |
| Colo-Colo        | Chile | 1956-1965  | 195      | 94    | 0.48     |
| Total            | Total | Total      | 195      | 94    | 0.48     |

### Como entrenador
| Club             | País  | Año       |
| ---------------- | ----- | --------- |
| Colo-Colo        | Chile | 1969-1970 |
| Santiago Morning | Chile | 1974-1975 |
| Coquimbo Unido   | Chile | 1976      |
| Ñublense         | Chile | 1977      |
| Santiago Morning | Chile | 1979      |
| Santiago Morning | Chile | 1983      |

## Palmarés

### Campeonatos nacionales
| Título                 | Club             | País  | Año  |
| ---------------------- | ---------------- | ----- | ---- |
| Campeonato de Apertura | Santiago Morning | Chile | 1949 |
| Campeonato de Apertura | Santiago Morning | Chile | 1950 |
| Primera División       | Colo-Colo        | Chile | 1956 |
| Copa Chile             | Colo-Colo        | Chile | 1958 |
| Primera División       | Colo-Colo        | Chile | 1960 |
| Primera División       | Colo-Colo        | Chile | 1963 |

| Predecesor: Raúl Toro Julio | Máximo goleador de la selección de fútbol de Chile 1956-1965 | Sucesor: Leonel Sánchez |

## Distinciones individuales
| Distinción                                           | Año  |
| ---------------------------------------------------- | ---- |
| Elegido mejor futbolista de la Copa América en Chile | 1955 |
| Goleador de la Copa América en Uruguay.              | 1956 |

## Comentarios
"Fue mi ídolo. Después de los entrenamientos nos quedábamos practicando, recuerdo que poníamos unas camisetas en el horizontal del arco y apostábamos una bebida para ver quién le pegaba más veces a la camiseta"
Francisco Valdés

"La calidad de Hormazábal para manejar y distribuir la pelota sería un espejo para muchos"
Rodolfo Almeyda

"Para mi el mejor jugador que ha habido de Chile en la historia y es Enrique Hormazábal el cua-cuá"
Sergio Navarro exfutbolista

"con cua-cuá en el Mundial, Chile hubiera sido campeón"
Jorge Toro

"Cua-cuá" Hormazábal fue otro grande, pícaro, guapo, hacía goles...Lo mejor que he visto.
Leonel Sánchez

| Predecesor: Francisco Molina | Director técnico de Colo-Colo 1969-1970 | Sucesor: Francisco Hormazábal |